# Уэхотитан (муниципалитет)
Уэхотита́н (исп. Huejotitán) — муниципалитет в Мексике, штат Чиуауа с административным центром в одноимённом посёлке. Численность населения, по данным переписи 2010 года, составила 1049 человек.

## Общие сведения
Название Huejotitán с языка науатль можно перевести как листья ивы.
Площадь муниципалитета равна 853 км², что составляет 0,34 % от общей площади штата, а наивысшая точка — 1984 метра, расположена в поселении Эль-Аламо.
Он граничит с другими муниципалитетами штата Чиуауа: на северо-западе с Росарио, на севере с Валье-де-Сарагосой, на востоке с Идальго-дель-Парралем, на юге с Сан-Франсиско-дель-Оро, и на западе с Эль-Туле.

## Учреждение и состав
Муниципалитет был образован в 1847 году, в его состав входит 41 населённый пункт, самые крупные из которых:
| Код INEGI | Населённый пункт                                               | Численность населения (2005 год) | Численность населения (2010 год) |
| --------- | -------------------------------------------------------------- | -------------------------------- | -------------------------------- |
| 033       | Всего                                                          | 1036                             | 1049                             |
| 0001      | Уэхотитан (исп. Huejotitán) 27°03′21″ с. ш. 106°10′45″ з. д.   | 244                              | 243                              |
| 0038      | Пичаге (исп. Pichague) 27°00′14″ с. ш. 106°03′29″ з. д.        | 147                              | 128                              |
| 0014      | Сьенегилья (исп. Cieneguilla) 27°03′29″ с. ш. 106°11′42″ з. д. | 99                               | 96                               |
| 0031      | Ла-Нория (исп. La Noria) 26°56′33″ с. ш. 106°03′53″ з. д.      | 61                               | 84                               |
| 0007      | Эль-Арко (исп. El Arco) 27°03′02″ с. ш. 106°09′40″ з. д.       | 62                               | 55                               |

## Экономика
По статистическим данным 2000 года, работоспособное население занято по секторам экономики в следующих пропорциях: сельское хозяйство, скотоводство и рыбная ловля — 81,4 %, промышленность и строительство — 7,3 %, сфера обслуживания и туризма — 11 %, прочее — 0,3 %.

## Инфраструктура
По статистическим данным 2010 года, инфраструктура развита следующим образом:
- электрификация: 93,7 %;
- водоснабжение: 87 %;
- водоотведение: 81,9 %.